# Praevalitana
Praevalitana (ook Praevaliana of Prevalis) was een oude Romeinse provincie. Het omvatte delen van het huidige Montenegro, Servië en Albanië.

## Geschiedenis
De provincie werd gevormd tijdens de regeringsperiode van keizer Diocletianus (284-305) in het zuidoosten van de provincie Dalmatië.
De hoofdsteden van de provincie waren Scodra (Shkodër) en Doclea (Duklja). Andere belangrijke steden waren Anderva (Nikšić), Acruvium (Kotor), Risunium (Risan) en Butua (Budva).

## Externe links

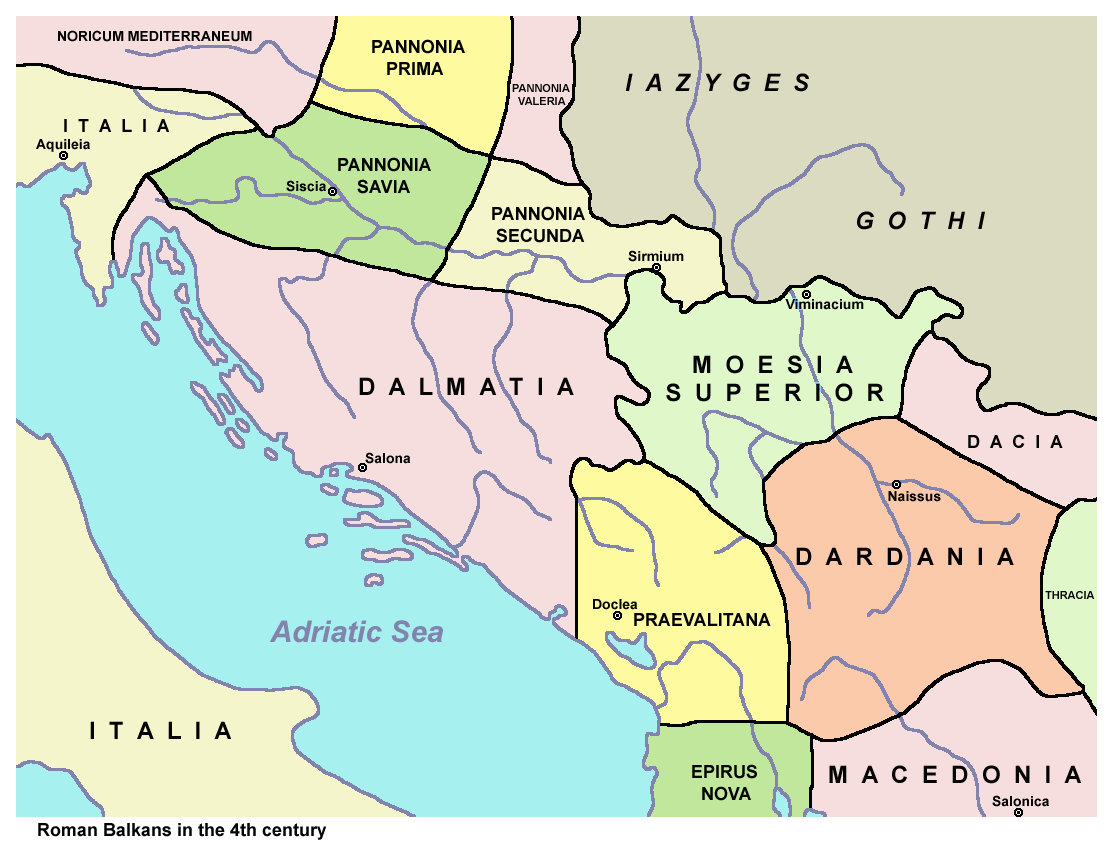